# Volkswagen Polo Liftback (2020)
Volkswagen Polo Liftback (рус. Фольксва́ген По́ло Лифтбек) — легковой автомобиль, производившийся с 2020 по 2022 год по полному циклу, со сваркой и окраской кузова, на заводе фирмы Volkswagen под Калугой. Является моделью с кузовом лифтбек в семействе Volkswagen Polo V поколения.
Как и предшественник образца 2010 года, автомобиль производится на платформе PQ25 вместе со своим «собратом» — «близнецом» Volkswagen Virtus. Электроника устанавливается от платформы MQB-A0. Передняя часть взята от модели Volkswagen Jetta, а дизайн кузова — разработка специалистов Skoda Rapid. Объём багажника составляет 530 литров. Длина увеличена на 79 мм, а колёсная база — на 38 мм.
Предлагаются следующие комплектации: Origin (с двумя подушками безопасности, системой стабилизации, четырьмя электрическими стеклоподъёмниками, медиасистемой с экраном диагональю 6,5 дюйма, диодными ДХО и раздельной спинкой), Respect (с кондиционером, электроприводом, подогревом зеркал, обогревом передних сидений и форсункой омывателя), Status (с 15-дюймовыми легкосплавными дисками вместо стандартных стальных) и Exclusive. Оптика автомобиля светодиодная, также изменена радиаторная решётка. Рулевое колесо взято от Volkswagen Golf VIII.

## Технические характеристики
| Бензиновые двигатели внутреннего сгорания | Бензиновые двигатели внутреннего сгорания | Бензиновые двигатели внутреннего сгорания |
| Модель                                    | Мощность                                  | Трансмиссия                               |
| ----------------------------------------- | ----------------------------------------- | ----------------------------------------- |
| 1.6 MPI                                   | 90 л. с.                                  | 5-скор. МКПП 6-скор. АКПП                 |
| 1.6 MPI                                   | 110 л. с.                                 | 5-скор. МКПП 6-скор. АКПП                 |
| 1.4 TSI                                   | 125 л. с.                                 | 7-скор. DSG                               |